# Rosita Pelayo
Rosa María Pelayo Vargas (Ciudad de México, 19 de diciembre de 1958-Ciudad de México, 16 de diciembre de 2023), conocida como Rosita Pelayo, fue una actriz mexicana.
Es recordada por haber interpretado al personaje de Rocío, en la serie Cachún cachún ra ra! (1981-1987), y a Dolores «Lola» Guerrero de Rodríguez, en la telenovela La fea más bella (2006).

## Biografía y carrera
Rosa María Pelayo Vargas nació el 19 de diciembre de 1958 en la Ciudad de México, siendo hija del actor Luis Manuel Pelayo y de Rosa María Vargas. Comenzó su carrera como actriz en 1982 al formar parte del elenco de la serie de televisión Cachún cachún ra ra!, y posteriormente, actuó en telenovelas como El pecado de Oyuki (1988), Serafín (1999), Abrázame muy fuerte (2000), Salomé (2002), La fea más bella (2006), entre otras. También participó en películas como ¡¡Cachún cachún ra-ra!! (Una loca, loca, preparatoria) (1984), que debe su existencia al éxito de la serie Cachún cachún ra ra!. En 2009 actuó en la telenovela Sortilegio. 
En teatro, en la reposición de El diluvio que viene en 1996, personificó a «Consuelo», compartiendo escenario con Héctor Bonilla, Mariana Levy, Gerardo González, Martha Resnikoff y Luis Couturier. 
Presentó un monólogo titulado No soy lo que soñé, en el teatro Wilberto Cantó. Junto al actor Julio Arroyo, fue presentadora de un programa de radio transmitido por internet, titulado Tu mundo rosita… Pelayo. 

### Muerte
El 16 de diciembre de 2023, tres días antes de su cumpleaños 65, Pelayo falleció en la Ciudad de México a los 64 años de edad, a causa del cáncer colorrectal que padecía. Su cuerpo fue cremado.

## Filmografía

### Cine
- ¡¡Cachún cachún ra-ra!! (Una loca, loca, preparatoria) (1984) .... Rossy
- El pájaro con suelas (1989)
- Curvas peligrosas (1991)
- Fuera de serie (1997)
- Los apuros de un mojado (1999)

### Internet
- Tu mundo Rosita... Pelayo (2013).... Presentadora[4]
- ¿Cómo darle sentido a tu vida? (2020-2021).... Presentadora[5]
- Pelayito y en la boca (2021-2023).... Presentadora[5]

### Televisión
- Cachún cachún ra ra! (1981) .... Rossy (1982-1987)[6]
- Mujer, casos de la vida real (1985-2004)
- El pecado de Oyuki (1988) Greta
- Flor y canela (1988) Juana
- Morir para vivir (1989) Rosy
- Días sin luna (1990) Clara
- La última esperanza (1993) Melania
- Los papás de mis papás (1994)
- Esmeralda (1997) - Hilda Ortega Olmedo
- Rencor apasionado (1998) Adriana
- Serafín (1999) Sandy
- Carita de ángel (2000-2001) Feodora Aldama
- Abrázame muy fuerte (2000-2001) «la Güera»
- Salomé (2001-2002) «Kikis»
- Desde Gayola .... Varios personajes (2002)
- Navidad sin fin (2002) Dolores «Lola»
- ¡Vivan los niños! (2002-2003) Artemisa
- Clap... El lugar de tus sueños (2003-2004) Zulema
- Sueños y caramelos (2005) Lorenza
- La fea más bella (2006-2007) Dolores «Lola» Guerrero de Rodríguez
- Vecinos (2007) .... Francisca (episodio: Cursos de verano)
- La rosa de Guadalupe (2008-2012) .... Esmeralda (episodio: Ciber-amigo, 2008)
- Querida enemiga (2008) Magdalena
- Sortilegio (2009) Mercedes «Meche» Brito
- Zacatillo, un lugar en tu corazón (2010)
- Llena de amor (2010-2011) Flora
- Como dice el dicho (2011)[7]
- Amorcito corazón (2011-2012) Guillermina Alcaraz[8]
- Estrella2 (2012) .... Invitada (varios personajes, 2013)
- Qué bonito amor (2012-2013) Teniente Curtis
- De que te quiero, te quiero (2013-2014) Amante de Rodrigo
- Amores con trampa (2015) Humilde Sánchez
- Las amazonas (2016) Lucha
- La hija pródiga (2017-2018) Elsa
- El César (2018) .... Soledad Garduño

### Teatro
- ¿Cómo darle sentido a tu vida? #Medueleperomerío (2019-2023)[9]

## Premios
- Premios de la Agrupación de Críticos y Periodistas de Teatro "Rosita Pelayo por 40 años de carrera artística" (2016)[10]